# الغولاء
الغولاء (به عربی: القوله) یک منطقهٔ مسکونی در عربستان سعودی است که در استان مکه واقع شده‌است.